# 国立高雄大学
座標: 北緯22度43分59.89秒 東経120度17分04.83秒 / 北緯22.7333028度 東経120.2846750度
国立高雄大学（こくりつたかおだいがく、英語: National University of Kaohsiung、繁: 國立高雄大学）は、高雄市楠梓区高雄大学路700号に本部を置く台湾の国立大学。2000年創立、2000年大学設置。大学の略称は高大、NUK。

## 歴史
| 年     | 月日   | 事跡                   |
| ------ | ------ | ---------------------- |
| 2000年 | 2月1日 | 国立高雄大学として開校 |

## 組織
| - 人文社會科學院 - ヨーロッパ語文学系 - スポーツ健康レジャー学系 - 民族芸術学系 - 東アジア語文学系 - 語学センター - 法学院 - 法律学系 - 政治法律学系 - 財経法律学系 - 法律サービス部 - 管理学院 - 応用経済学系 - 金融管理学系 - 情報管理学系 - 経營管理研究所 - 亜太工商管理学系 | - 理学院 - 応用数学系 - 応用化学系 - 応用物理学系 - 統計学研究所 - 工学院 - 電機工学系 - 土木環境工学系 - 化学材料工学系 - 都市開発建築研究所 - 情報工学系 - 生命科学院 - 生命科学系 - バイオテクノロジー研究所 - 研究センター - WTO地域経済発展研究センター - 経営管理修士課程社会人コース - 教養教育センター |

## 学術等協定校
- 千葉大学
- 新潟大学
- 名桜大学
- 北海道大学
- 愛媛大学
- 岡山大学
- 東北大学
- 滋賀大学
- 弘前大学
- 長崎大学
- 高知大学
- 鹿児島大学
- 熊本大学
- 関西大学
- 近畿大学
- 松山大学
- 法政大学
- 東京福祉大学
- 同志社女子大学

## 交通アクセス
バース高雄市公車
- 98
- 245
- 紅53
- 紅56